# Ausztrál 5 fontos bankjegy, 1954-es sorozat
Ausztrália a dollárt megelőző valutája, az ausztrál font utolsó 5 fontos címletű bankjegye 1954-ben került forgalomba, 1954 és 1959 között a Commonwealth Bank of Australia, 1960 és 1965 között pedig a Reserve Bank of Australia volt a kibocsátója. Az 1923-1924-től alkalmazott gyakorlattal szakítva már nem az aktuális brit uralkodó, hanem egy Ausztráliához köthető brit személyiség, Sir John Franklin (1786-1847) brit felfedező portréja szerepelt rajta fő motívumként.

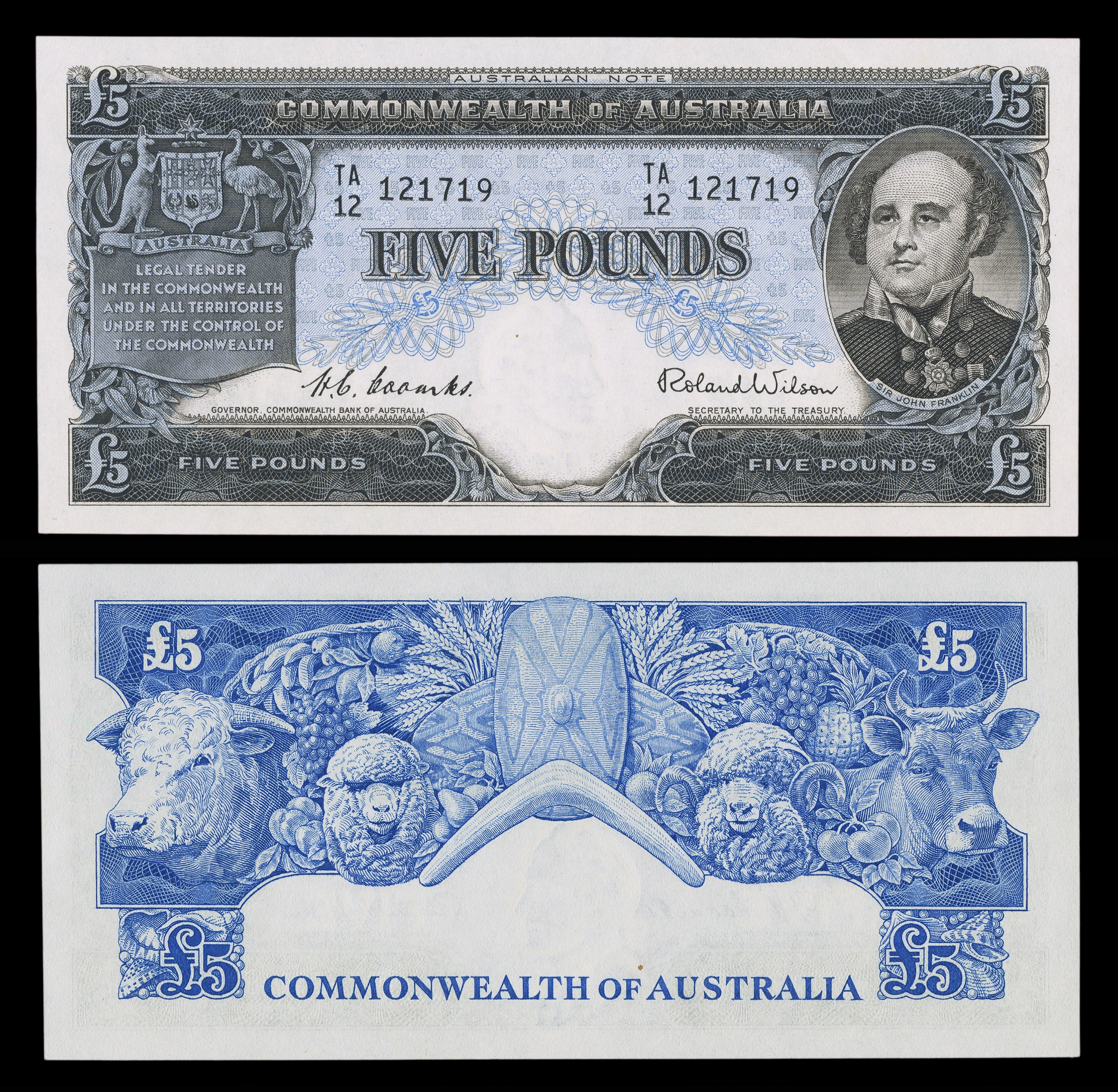
Az 1954-es sorozatú ausztrál 5 fontos bankjegy elő- és hátoldala.

## Története
Azu 1950-es éveke elején az ausztrál jegybank (Commonwealth Bank of Australia) vezetése úgy döntött, hogy szakít az 1923-1924-es szériától bevezetett gyakorlattal, azaz, hogy minden egyes címletén az aktuális brit és ausztrál közös uralkodó portréja szerepelt fő motívumként. A döntés értelmében a tervezett új szérián csak az 1 fontosra került volna VI. György képmása, a többi címleten pedig Ausztráliához köthető brit személyiségek portréi kaptak helyet, a 10 shillingesen (1/2 font) Matthew Flinders (1774–1814), az 5 fontoson Sir John Franklin, végül a 10 fontoson Arthur Phillip (1755-1814). Egyúttal az 5 fontos méretét is csökkentették 167 x 79 mm-re, ez korábban megegyezett a 10 fontoséval, azaz 181 x 79 mm volt.
Az uralkodó váratlan halála miatt végül az új 1 fontost már lánya, II. Erzsébet képmásával nyomtatták.

## Leírása

### Előoldal
A bankjegy előoldala világoskék ofszet alapnyomatra fekete metszetmélynyomtatással készült. Balra Ausztrália címere, jobbra Sir John Franklin portréja, középen, alul vízjelmező.

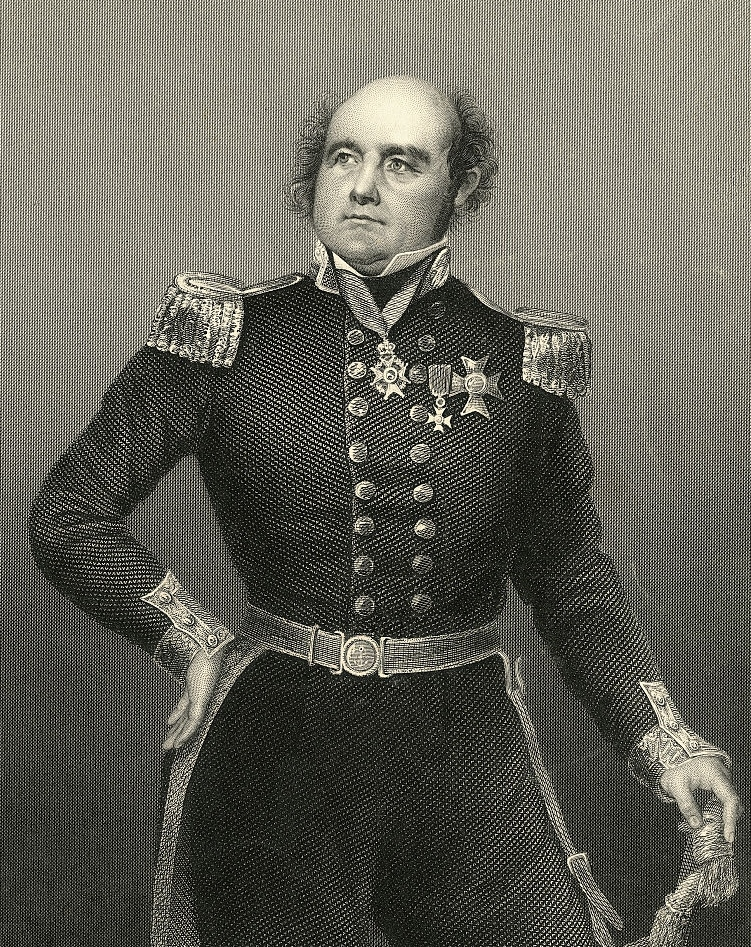
A bankjegyen szereplő Franklin portré ezen az ismeretlen művész által készített metszeten alapult.

### Hátoldal
A sötétkék színnel metszetmélynyomtatott hátoldalán az ausztrál mezőgazdaság allegorikus ábrázolása, jellemző tenyésztett állataival és termesztett növényeivel, bal oldalon bika, anyajuh, szőlőfürt, barack, körte, citrom, középen búzakalászok keretezte pajzsok és bumeráng, jobbra kos, tehén, alma, ananász, szőlőfürt, barack.

### Mérete
A bankjegy mérete 167 x 79 mm.

### Biztonsági elemek
Fekete és sötétkék metszetmélynyomtatás, színes ofszet alapnyomat, vízjel. A vízjelben James Cook (1728-1779) kapitány, brit felfedező profilból, és értékjelzés betűvel kiírva.

### Változatai
A bankjegy két évszám nélküli változatban készült, egyetlen aláírás változattal: Herbert Cole Coombs (1906-1997) a jegybank kormányzója, és Sir Roland Wilson (1904-1996) pénzügyminiszter (Secretary to the Treasury). 1954 és 1959 között a Commonwealth Bank of Australia, majd 1960 és 1965 között az új jegybank, a Reserve Bank of Australia volt a kibocsátó. 

#### Commonwealth Bank of Australia 1954-1959
Az első, 1954 és 1959 között kibocsátott változaton  változaton is H.C. Coombs aláírása alatt még a Governor Commonwealth Bank of Australia titulus szerepelt.

#### Reserve Bank of Australia 1960-1965
1960. január 14-én megalakult az új ausztrál jegybank, a  Reserve Bank of Australia. 1960-tól az 5 fontos bankjegy mindössze annyiban változott, hogy H.C. Coombs aláírása alatt már a Governor Reserve Bank of Australia titulus volt feltüntetve.

## A sorozat többi bankjegye
Az 1954-es sorozat 10 shillinges (1/2 fontos), 1, 5 és 10 fontos bankjegyekből állt. 1954 és 1959 között a Commonwealth Bank of Australia, 1960-tól a Reserve Bank of Australia bocsátotta ki őket, 1966. február 14-től az ausztrál dollár első címletsora váltotta fel őket.

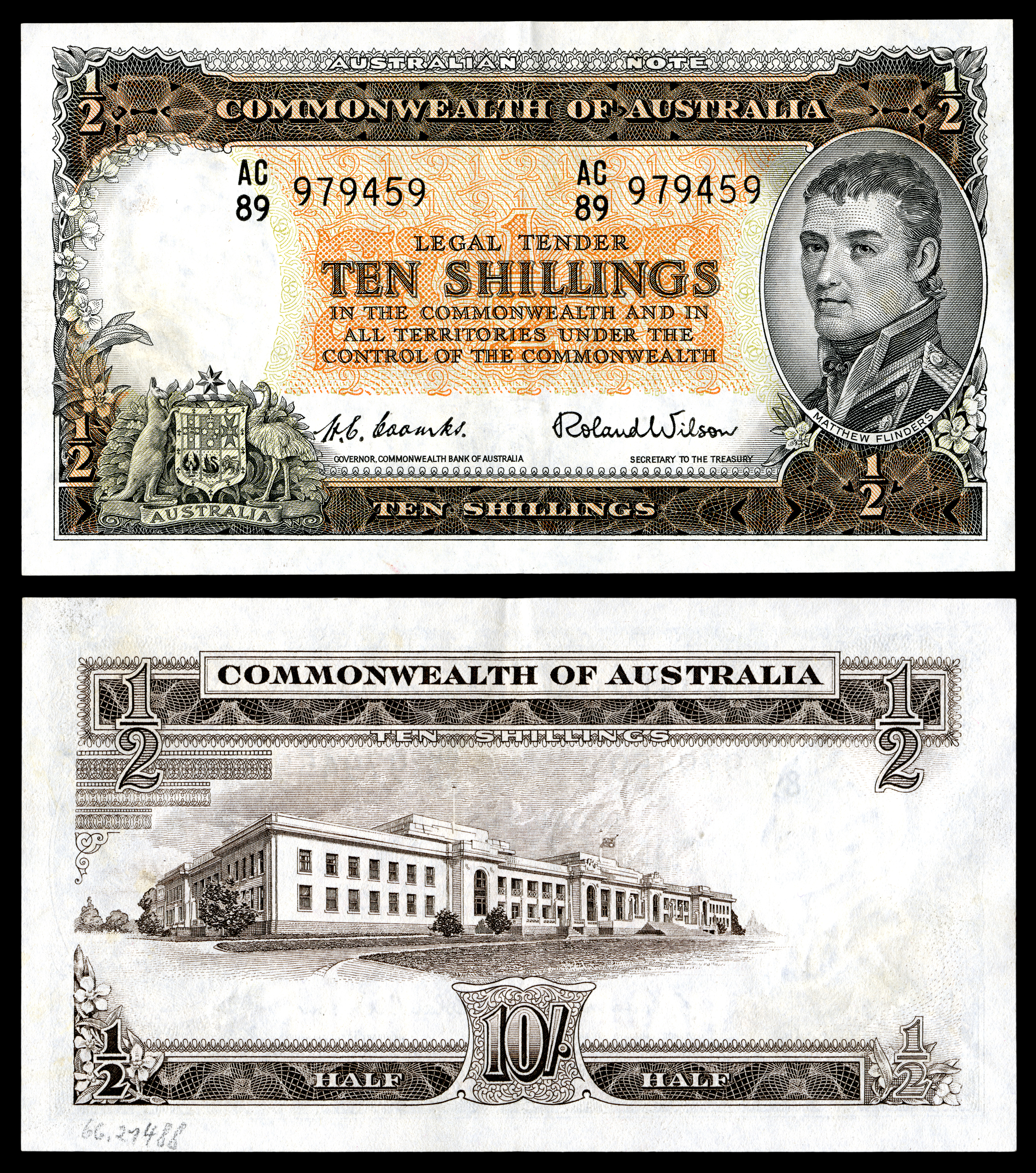
A 10 shillinges (1/2 fontos) bankjegy előoldalán Matthew Flinders (1774-1814), hátoldalán a régi parlament épülete (Old Parliament House). Mérete: 137 x 76 mm.
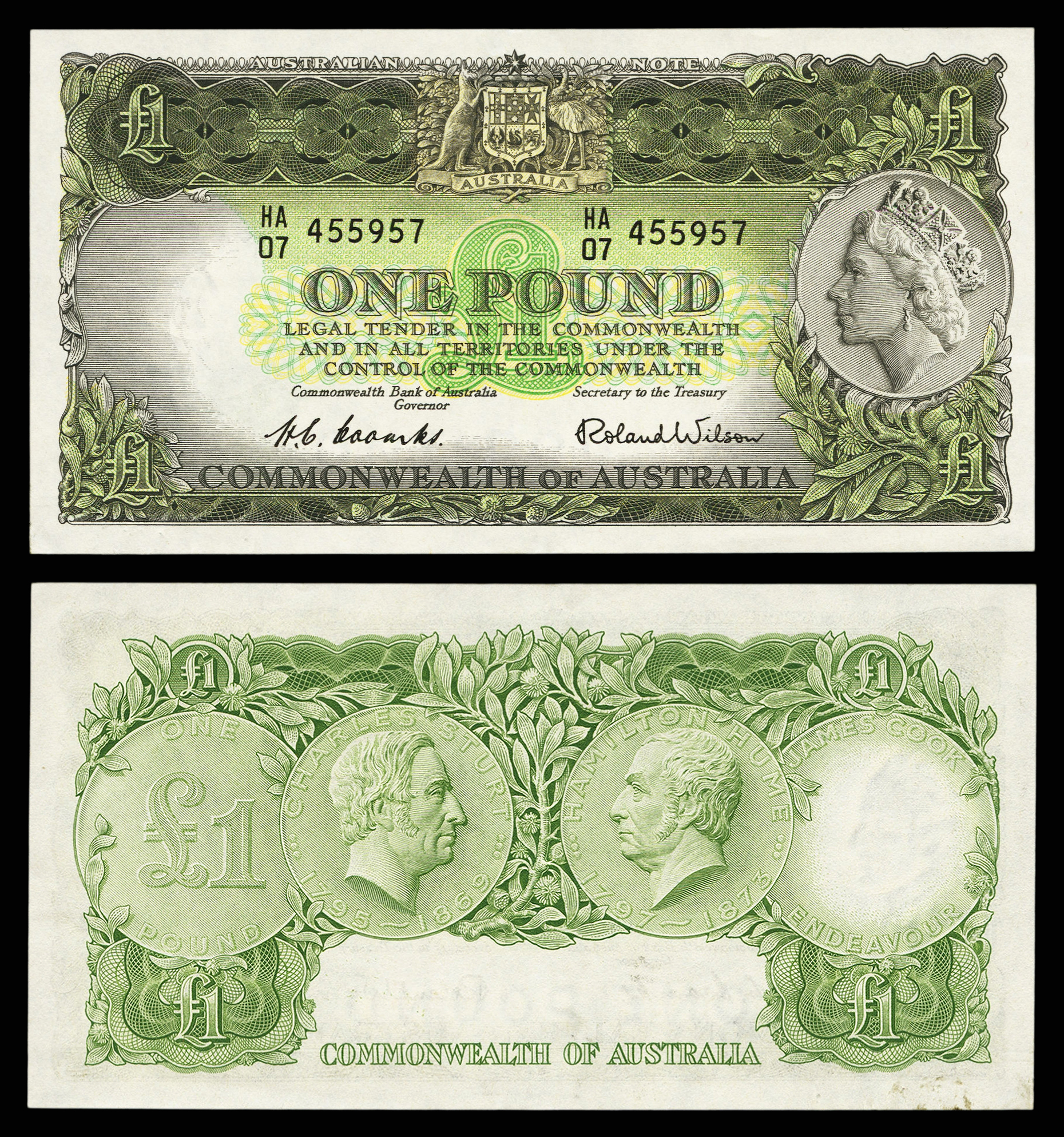
Az 1 fontos bankjegy előoldalán II. Erzsébet királynő, hátoldalán Charles Sturt (1795-1869) és Hamilton Hume (1797-1873) medálportréi szerepeltek. Mérete: 156 x 81 mm.
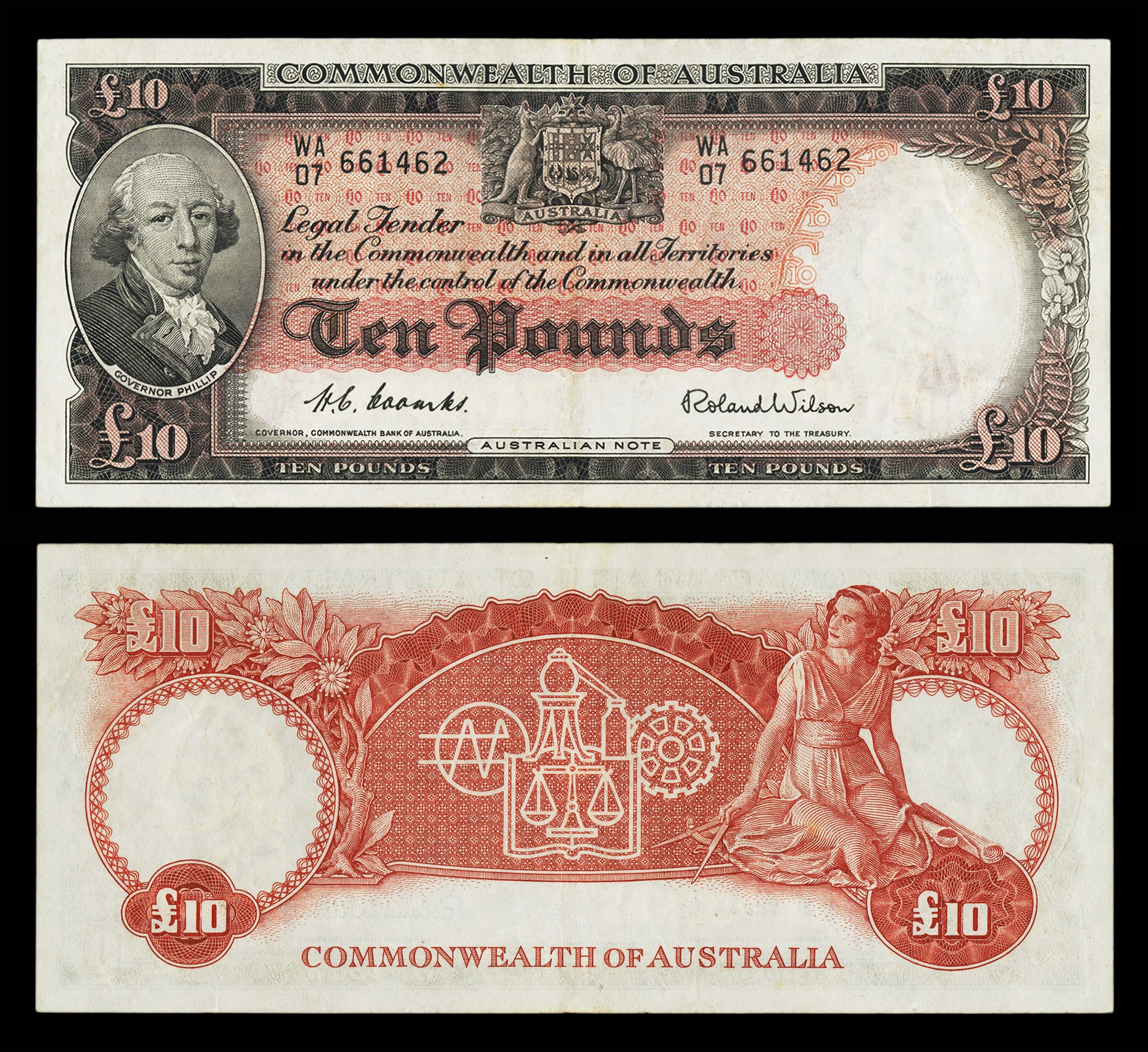
Az 1954-es sorozat 10 fontosán Arthur Phillip portréja szerepelt, hátoldalán pedig egy nőalak, valamint a tudomány és az ipar szimbólumai. Mérete: 181 x 79 mm.

## Elődtípus
Az 1954-es sorozatot közvetlenül megelőző az 5 fontos bankjegyen a brit uralkodó portréja szerepelt, hátoldalán pedig dokkmunkások domborműszerű ábrázolása, amely a kereskedelmet szimbolizálta. Két változata létezett, az 1933 és 1938 között kibocsátott V. György, és az 1939 és 1952 között kibocsátott VI. György portrés típus. Méretük 181 x 79 mm volt. Míg V. Györgyös változatnak csak egy, addig a VI. Györgyösnek négy aláírás változata volt.

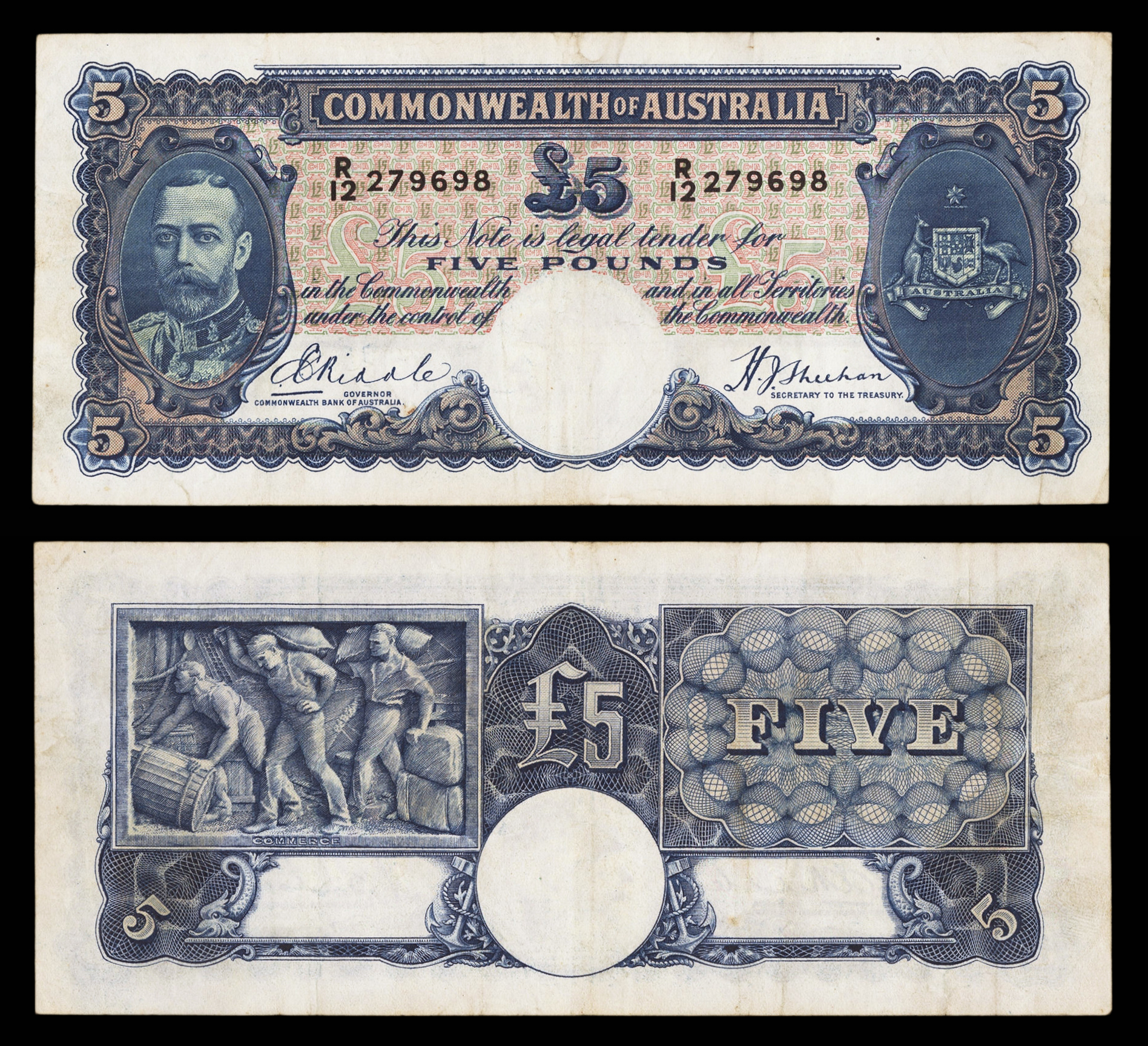
Az 1933 és 1938 között kibocsájtot V. György portrés ausztrál 5 fontos bankjegy, ez volt az 1924-es típus után a második ilyen címlet, mely az uralkodó képmását viselte.
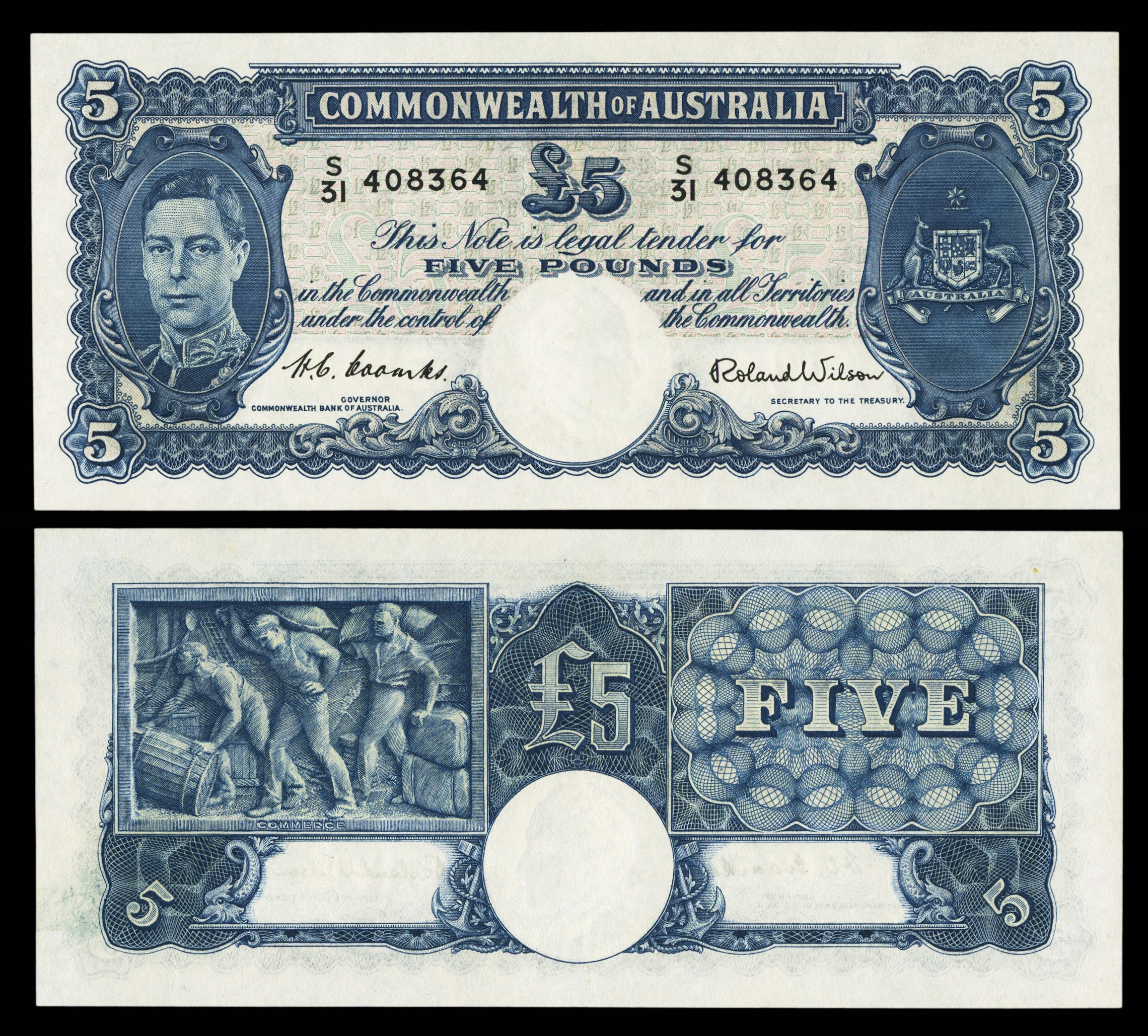
Az 1939 és 1952 között kibocsájtott ausztrál 5 fontos bankjegy VI. György király portréjával.